# Фази клінічного дослідження
Фази клінічних досліджень — це етапи, на яких вчені проводять експерименти із втручанням у життєві процеси, намагаючись знайти достатньо доказів корисності процесу, у якості медикаментозного лікування. При фармацевтичному дослідженні, фази починаються з виявлення або розробки лікарських засобів (ЛЗ), а потім переходять до їх випробувань на тваринах. Якщо ця фаза успішна, починають клінічну фазу дослідження, у якій перевіряють безпеку в обмеженій кількості людей, і розширюють випробування на багатьох учасників дослідження, щоб визначити ефективність лікування.

## Короткий висновок
Клінічні дослідження нових лікарських засобів зазвичай розділяють на чотири фази. Окремі дослідження можуть містити більше однієї фази. Звичайним прикладом цього є комбіновані фаза I/II або фаза II/III. Тому може бути простіше говорити про ранню та пізню фазу дослідження. Процес розробки ліків, як правило, триває протягом усіх чотирьох фаз упродовж багатьох років. Якщо препарат успішно проходить фази I - III, він, як правило, затверджується національним регуляторним органом для використання у загальній популяції. Фаза IV - це "післяреєстраційні" дослідження. 
| Підсумок фаз клінічних випробувань | Підсумок фаз клінічних випробувань                                                                           | Підсумок фаз клінічних випробувань               | Підсумок фаз клінічних випробувань     | Підсумок фаз клінічних випробувань                                             | Підсумок фаз клінічних випробувань | Підсумок фаз клінічних випробувань                                                                               |
| Фаза                               | Основна мета                                                                                                 | Доза                                             | Монітор                                | Типова кількість учасників                                                     | Коефіцієнт успішності              | Примітки |
| ---------------------------------- | --- | ------------------------------------------------ | -------------------------------------- | ------------------------------------------------------------------------------ | ---------------------------------- | --- |
| Доклінічна                         | Тестування ЛЗ на нелюдських суб'єктах, для збору інформації про ефективність, токсичність та фармакокінетику | необмежена                                       | науковий дослідник                     | не застосовується (лише дослідження in vitro та тварин )                       |                                    | |
| Фаза 0                             | Фармакокінетика ; зокрема, пероральна біодоступність та період напіввиведення препарату                      | дуже маленький, субтерапевтичний                 | клінічний дослідник                    | 10 осіб                                                                        |                                    | часто пропускають до I фази                                                                                      |
| Фаза I                             | Тестування безпеки ЛЗ на здорових добровольцях; включає випробування декількох доз                           | часто субтерапевтичні, але зі зростаючими дозами | клінічний дослідник                    | 20–100 здорових добровольців (або, для онкологічних препаратів, хворих на рак) | приблизно 70%                      | визначає, чи безпечний ЛЗ для перевірки його дієвості                                                            |
| Фаза II                            | Тестування ЛЗ на пацієнтах для оцінки дієвості та побічних ефектів                                           | терапевтична доза                                | клінічний дослідник                    | 100–300 пацієнтів із специфічними захворюваннями                               | приблизно 33%                      | визначає, чи може ЛЗ мати будь-яку дієвість; в цей момент не вважається, що ЛЗ має будь-який терапевтичний ефект |
| Фаза III                           | Тестування ЛЗ на пацієнтах для оцінки дієвості, ефективності та безпеки                                      | терапевтична доза                                | клінічний дослідник та особистий лікар | 300–3000 пацієнтів із специфічними захворюваннями                              | 25–30%                             | визначає терапевтичний ефект препарату; в цей момент, як вважається, препарат має деякий ефект                   |
| Фаза IV                            | Пост-маркетинговий нагляд - спостереження за вживанням ЛЗ у популяції                                        | терапевтична доза                                | особистий лікар                        | кожен, хто звертається за допомогою до лікаря                                  | Не застосовується                  | спостереження за довготривалими ефектами ЛЗ                                                                      |

## Доклінічні дослідження
Перш ніж фармацевтичні компанії розпочинають клінічні випробування препарату, вони проводять широкі доклінічні дослідження. Вони включають дослідження in vitro (тестування у пробірці або на клітинній культурі) та експерименти з тваринами, використовуючи широкий спектр доз досліджуваного препарату для отримання попередньої інформації про дієвість, токсичність та фармакокінетику. Такі випробування допомагають фармацевтичним компаніям вирішити, чи є у цього препарату потенціал для подальшого розвитку як нового досліджуваного препарату.

## Фаза 0
Фаза 0 - це нове визначення для необов'язкових дослідницьких випробувань, проведених відповідно до Настанови Управління продовольства і медикаментів (FDA) США 2006 року щодо нових дослідницьких препаратів (IND). Фаза 0 також відома як дослідження мікродоз людях, що розроблене для прискорення розробки перспективних ЛЗ або препаратів для медичної візуалізації шляхом дуже раннього встановлення того, чи діють вони на людях так, як очікувалося у доклінічних дослідженнях. Відмінними ознаками випробувань фази 0 є одноразовий прийом субтерапевтичних доз досліджуваного препарату невеликою кількістю суб'єктів (від 10 до 15) для збору попередніх даних про його фармакокінетику (що організм робить з препаратом).
Фаза 0 не дає даних про безпеку та дієвість препарату, оскільки, за визначенням, його доза є занадто низькою, щоб викликати будь-який терапевтичний ефект. Компанії, що займаються розробкою ЛЗ, проводять фазу 0, для визначення, які препарати мають найкращі фармакокінетичні параметри у людини, щоб продовжити їх подальше вивчення. Вони можуть приймати рішення "продовжувати / не продовжувати" спираючить на відповідні людські моделі, а не на інколи суперечливі дані, отримані на тваринах.

## Фаза I
Ці випробування є першим етапом тестування на людях. Вони розроблені для визначення безпеки, побічних ефектів, найкращої дози та лікарської форми препарату.
Зазвичай набирають невелику групу з 20–100 здорових добровольців. Ці випробування часто проводяться в клінічній лікарні, де суб'єкта можуть спостерігати штатні працівники. Ці клінічні лікарні часто керуються контрактною дослідницькою організацією (CRO), яка проводить такі дослідження від імені фармацевтичних компаній або інших дослідників. Суб'єкта, який приймає препарат, зазвичай спостерігають до тих пір, поки не пройде кілька періодів напіврозпаду препарату. Ця фаза призначена для оцінки безпеки (фармаконагляду), переносимості, фармакокінетики та фармакодинаміки препарату. Фаза I зазвичай включає в себе ранжування дози, яке також називають дослідженнями збільшення дози, щоб можна було знайти найкращу та найбезпечнішу дозу і виявити момент, в який препарат стає надто отруйним для введення. Випробуваний діапазон доз зазвичай менше тієї, яка заподіяла шкоду при випробуваннях на тваринах. До фази I найчастіше включають здорових добровольців. Однак існують деякі обставини, коли залучають пацієнтів, наприклад з раком у термінальній стадії або ВІЛ, або якщо лікування, ймовірно, зробить здорових хворими. Ці дослідження, як правило, проводяться в жорстко контрольованих клініках під назвою CPU (Central Pharmacological Unit), де учасники перебувають під цілодобовою медичною допомогою та наглядом. На додаток до вищезгаданих пацієнтів також можуть брати участь у фазі I ті, "які зазвичай вже намагалися і не змогли покращити існуючі стандартні методи лікування". Волонтерам виплачується нефіксована плата за час, проведений у волонтерському центрі.
Перш ніж розпочати фазу I, спонсор повинен подати заявку у регуляторний орган (наприклад, FDA) на розробку нового ЛЗ, де деталізуються попередні дані щодо препарату, зібрані з клітинних моделей та досліджень на тваринах.
Разова зростаюча доза (фаза Ia)
При разовому дослідженні зростаючої дози невелика група суб'єктів отримує разову дозу препарату після чого за ними спостерігають та тестують протягом певного періоду часу для обґрунтування безпеки препарату. Зазвичай невелика кількість учасників, як правило, троє, послідовно отримують певну дозу. Якщо вони не виявляють ніяких побічних ефектів, а фармакокінетичні дані приблизно відповідають прогнозованим безпечним значенням, дозу збільшують, а новій групі суб'єктів призначають більш високу дозу. Якщо у будь-якого з трьох учасників спостерігається неприйнятна токсичність, ще одна група учасників, як правило, три, отримують ту саму дозу. Це продовжується до тих пір, поки не будуть досягнуті попередньо розраховані рівні фармакокінетичної безпеки або не почнуть проявлятися неприйнятні побічні ефекти. В цей момент, як кажуть, препарат досяг максимальної переносимої дози (MTD). Якщо спостерігається будь-яка додаткова неприйнятна токсичність, то збільшення дози припиняється, і ця доза, або, можливо, попередня, оголошується максимально переносимою. Цей план передбачає, що максимально переносима доза визначається, коли приблизно третина учасників відчуває неприйнятну токсичність. Існують інші варіант такого дослідження, але більшість є подібними.
Багаторазова зростаюча доза (фаза Ib)
У дослідженні багаторазових зростаючих доз вивчають фармакокінетику та фармакодинаміку декількох доз препарату, звертаючи увагу на безпеку та переносимість. У цих дослідженнях група пацієнтів отримує кілька малих доз препарату, одночасно в різні моменти часу збирають зразки (крові та інших рідин) для отримання інформації про те, як препарат перетворюється всередині організму. Згодом для наступних груп учасників доза збільшується до заздалегідь визначеного рівня.
Харчовий ефект
Коротке випробування, призначене для дослідження будь-яких відмінностей в абсорбції лікарського засобу організмом, якщо до введення препарату була їда. Ці дослідження, як правило, проводяться як перехресне дослідження, коли волонтерам дають однакові дози препарату натще та після їди.

## Фаза II
Після визначення дози або діапазону доз, оцінюється наявність будь-якої біологічної активності препарату. Фаза II проводиться для оцінки того, наскільки добре працює препарат, а також для продовження оцінки його безпеки, яка почалась у Фазі I, на більшій групі добровольців та пацієнтів (100-300 учасників). Поширене генетичне тестування, особливо коли є дані про різницю у швидкості метаболізму. Якщо процес розробки нового лікарського засобу припиняється, це зазвичай відбувається під час випробувань фази II, коли виявляється, що препарат не працює як було заплановано, або має токсичну дію.
Фазу II іноді поділяють на фазу IIA та фазу IIB. Для цих двох підкатегорій немає офіційного визначення, але в цілому:
- Фаза IIA, як правило, є пілотними дослідженнями, розробленими для демонстрації клінічної дієвості або біологічної активності (дослідження «доказ концепції»);
- У фазі IIB прагнуть знайти оптимальну дозу, при якій препарат виявляє біологічну активність з мінімальними побічними ефектами (дослідження "визначення дози").

Деякі дослідження поєднують фазу I та фазу II де одночасно перевіряється дієвість та токсичність препарату.
Планування досліджень
Деякі дослідження у фазі II, плануються як серійні, для демонстрації безпеки та активності препарату у вибраної групи пацієнтів. Інші плануються як рандомізовані контрольовані дослідження, де одні пацієнти отримують препарат/користуються пристроєм, а другі отримують плацебо/стандартне лікування. Рандомізовані дослідження у фазі II залучають набагато менше пацієнтів, ніж у фазі ІІІ.
Приклад планування дослідження в онкології
На першому етапі дослідник намагається виключити препарати, які взагалі не мають або мають малу біологічну активність. Наприклад, дослідник може вказати, що препарат повинен мати деякий мінімальний рівень активності, скажімо, у 20% учасників. Якщо орієнтовний рівень активності становить менше 20%, дослідник вирішує не вивчати цей препарат далі, принаймні, не за цією максимально переносимою дозою. Якщо оціночний рівень активності перевищує 20%, дослідник залучає більше учасників, щоб отримати кращу оцінку рівня відповіді. У типовому дослідженні для виключення рівня відповіді 20% і нижче беруть участь 14 учасників. Якщо відповіді на лікування у перших 14 учасників не спостерігається, вважається, що препарат не має рівня активності 20% або вище. Кількість залучених додаткових учасників залежить від бажаного ступеня точності, але коливається від 10 до 20. Отже, типова фаза II в онкології для оцінки рівня відповіді на лікування може включати менше 30 осіб.
Дієвість та ефективність
Коли дослідження оцінює дієвість (efficacy), воно вивчає, чи здатний препарат, що вводиться специфічним чином, описаним у дослідженні, впливати на результат, що представляє інтерес (наприклад, розмір пухлини) у вибраній популяції (наприклад, онкохворих, у яких немає інших супутніх захворювань). Коли дослідження оцінює ефективність (effectiveness), воно визначає, чи вплине лікування на захворювання. У дослідженні ефективності важливо, щоб пацієнти лікувались так, як це відбувається в реальній практиці. Це означає, що не повинно бути нічого, спрямованого на підвищення рівня дотримання пацієнтами режиму лікування, вище того, що спостерігається у звичайній клінічній практиці. Результати досліджень ефективності також є більш загальноприйнятими, ніж у більшості досліджень дієвості (наприклад, чи відчуває себе пацієнт краще, менше відвідує лікарню або живе довше в дослідженнях ефективності на відміну від кращих лабораторних показників чи меншої кількості клітин у дослідженнях дієвості). Зазвичай у дослідженні ефективності існує менш жорсткий контроль за типом пацієнта, ніж у дослідженні дієвості, оскільки дослідників цікавить, чи матиме препарат широкий вплив на популяцію пацієнтів із певним захворюванням.
Деякі дослідники стверджують, що фаза II, як правило, менша, ніж повинна бути.

### Коефіцієнт успішності
Клінічні програми у фази II історично мають найнижчий рівень успішності з усіх чотирьох фаз. У 2010 р. відсоток випробувань на фазі II, які переходили до фази ІІІ, становив 18%, і лише 30,7% препаратів - кандидатів на подальше дослідження, перейшли від фази II до фази ІІІ у за результатами великого дослідженні клінічних випробувань 2006–2015 років.

## Фаза III
Ця фаза планується для оцінки ефективності нового втручання і, тим самим, його значення в клінічній практиці. У фазі ІІІ дослідження є рандомізованими контрольованими багатоцентровими на великих групах пацієнтів (300–3000 і більше в залежності від захворювання / медичного стану, що вивчається). Вона спрямована на те, щоб остаточно оцінити, наскільки препарат є ефективним у порівнянні з поточним "золотий стандартом" лікування. Через розмір та порівняно довгу тривалість фаза ІІІ - це найдорожча, трудомістка та складна частина дослідження, особливо в лікування хронічних захворювань. При хронічних захворюваннях/станах випробування у фазі III часто мають період спостереження коротший, порівняно з тривалістю лікування у реальній практиці.  Іноді її називають "передмаркетингова фаза", оскільки вона фактично оцінює реакцію на препарат кінцевих споживачів.
Загальноприйнятою є практика, коли певні дослідження у фазі ІІІ тривають, поки у відповідному регулюючому агентстві не буде розглянуте регуляторне подання. Це дозволяє пацієнтам продовжувати отримувати, можливо рятівні, ліки, доки препарат не можна буде придбати офіційно. Інші причини проведення випробувань на цій фазі включають спроби спонсора "розширити етикетку". Тобто показати, що препарат, є дієвим для додаткових (крім тих, для яких він був розроблений початково) типів пацієнтів / захворювань. А також, щоб отримати додаткові дані щодо безпеки або для вирішення певних маркетингових питань. Дослідження на цій фазі деякі компанії відносять до категорії "Фаза IIIB".
Хоча це не є обов'язковим у всіх випадках, щоб отримати схвалення відповідних регуляторних органів, таких як FDA (США) або EMA ( Європейський Союз), зазвичай, необхідні два успішних випробування у фази III, що демонструють безпеку та ефективність препарату.
Після того, як у фазі III було доведено, що препарат задовільняє вимогам, результати випробувань зазвичай об'єднуються у великий документ, що містить вичерпний опис методів та результатів досліджень на людях і тваринах, процедур виготовлення, деталей рецептури та терміну зберігання. Цей набір інформації складає "регуляторне подання", яке надається для розгляду відповідним регуляторним органам  у різних країнах. Вони переглядають заявку та, в успішному випадку, дають дозвіл спонсору на продаж препарату.
За нормами FDA, більшість препаратів, які проходять фазу ІІІ, можуть продаватися з відповідними рекомендаціями та рекомендаціями через заявку на новий лікарський засіб (NDA), що містить усі виробничі, доклінічні та клінічні дані. У разі будь-яких побічних ефектів, про які повідомляється будь-де, препарат потрібно негайно відкликати з ринку. Хоча більшість фармацевтичних компаній утримуються від цієї практики, звичайною є ситуація, коли на ринку присутні багато препаратів, які ще проходять фазу III клінічних випробувань.

### Коефіцієнт успішності
Станом на 2010 рік, близько 50% потенційних препаратів або зазнають невдачі під час фази III, або відхиляються національним регуляторним агентством.
Вартість фази II/III
Кількість грошей, витрачених на фазу II/III, залежить від численних факторів відповідної галузі клінічного використання та від тих клінічних процедур, що застосовуються для дослідження. Фаза II може коштувати до 20 мільйонів, а фаза ІІІ - до 53 мільйонів доларів США.

## Фаза IV
Ця фаза також відома як післямаркетингове спостереження, або неофіційно як підтверджувальне дослідження. Фаза IV включає нагляд за безпекою (фармаконагляд) та постійну технічну підтримку лікарського засобу після отримання дозволу на продаж (наприклад, після затвердження згідно з програмою прискореного затвердження FDA ). Проведення цієї фази можуть вимагати регулюючі органи, або вона може проводитись компанією-спонсором з метою підвищення конкурентоспроможності (пошуку нового ринку), або інших причин (наприклад, до цьогго не проводилось вивчення взаємодії з іншими лікарськими засобами або для певних груп населення, таких як вагітні жінки). Нагляд за безпекою призначений для виявлення будь-яких рідкісних або довгострокових побічних ефектів у значно більшій популяції впродовж тривалого періоду часу, ніж це було можливо під час фаз I-III. Побічні ефекти, виявлені у фазі IV, можуть призвести до того, що лікарський засіб виводять з ринку або обмежують певними показанням; наприклад церивастатин (торгові марки Baycol і Lipobay), троглітазон (Rezulin) і rofecoxib (Vioxx). Мінімальний термін, обов'язковий для фази IV, - 2 роки.

## Загальна вартість
Весь процес розробки препарату від доклінічних досліджень до початку продаж може зайняти приблизно від 12 до 18 років і часто коштує понад 1 мільярд доларів.